# Molibdato di zinco
Il molibdato di zinco è un composto inorganico con la formula ZnMoO4. È usato come pigmento bianco, che è anche un inibitore della corrosione. Un pigmento correlato è il molibdato di zinco e sodio (Na2Zn(MoO4)2. Il materiale è stato studiato anche come materiale per elettrodi.
In termini di struttura, i centri del molibdeno-VI sono tetraedrici e i centri dello zinco-II sono ottaedrici.

## Sicurezza
La LD50 (orale, ratti) è 11,500 mg/kg. Mentre i molibdati altamente solubili, come ad esempio il molibdato di sodio che è tossico a dosi più elevate, il molibdato di zinco è essenzialmente non tossico a causa della sua insolubilità in acqua. I molibdati possiedono una tossicità inferiore rispetto ai cromati o ai sali di piombo e sono quindi visti come un'alternativa a questi sali per l'inibizione della corrosione.